# Atrocious Disfigurement of the Redeemer's Corpse at the Graveyard of Humanity
Atrocious Disfigurement of the Redeemer's Corpse at the Graveyard of Humanity – drugi album studyjny polskiej grupy muzycznej Anima Damnata. Wydawnictwo ukazało się w styczniu 2007 roku nakładem wytwórni muzycznej Morbid Moon Records. Nagrania zostały zarejestrowane pomiędzy 10 a 23 września 2006 roku w olsztyńskim Studio X we współpracy z inżynierem dźwięku Szymonem Czechem. Okładkę przygotował Venefizius.

## Lista utworów
Opracowano na podstawie materiału źródłowego.
1. „Proclamation of Reign of the Antichrist” – 1:31
2. „The Gospel of Debauchery” – 4:02
3. „The Promethean Burden” – 3:41
4. „Cum On Christ” – 4:11
5. „Celebracja ascezy” – 3:20
6. „No Glory In Heaven” – 4:15
7. „Towards the Black Throne at the Centre of Chaos” – 1:02
8. „Those who don't wear the Devil's mark shall burn in Crematories of eternal Hell” – 3:44
9. „Insulter of Heavenly Whore” – 4:23
10. „Der Hurenbock von Sancta Sedes” – 4:32
11. „My Blood and Flesh Belong to Hell” – 3:20
12. „Nuclear Lucifer” – 3:46
13. „Dawn of the Black Shining Moon” – 0:47

## Twórcy
Opracowano na podstawie materiału źródłowego.
- Necrosodomic Corpse Molestator – wokal, gitara
- Necrosadistic Pavulon Injector And Ritual Devourer Of Unborn Angelic Flesh – gitara basowa
- Master Of Depraved Dreaming And Emperor Of The Black Abyss The Great Lord Hziulquoigmzhah Cxaxukluth – perkusja, oprawa graficzna
- Szymon Czech – inżynieria dźwięku, miksowanie, mastering
- Venefizius – oprawa graficzna
- Sebastian Szopa – zdjęcia